# PLATO

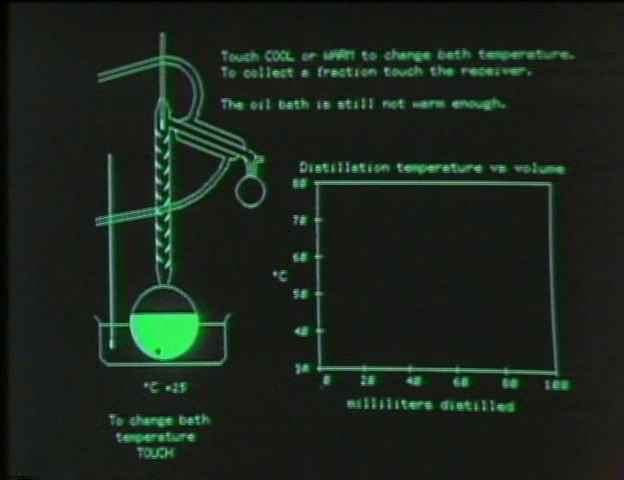
PLATO in esecuzione di una simulazione della distillazione frazionata

PLATO (Programmed Logic for Automatic Teaching Operations) è stato il primo sistema di istruzione assistita da computer generalizzato. A partire dal 1960 ha funzionato sul computer ILLIAC I dell'Università dell'Illinois. Alla fine degli anni '70 supportava diverse migliaia di terminali grafici distribuiti in tutto il mondo, funzionanti su quasi una dozzina di diversi computer mainframe collegati in rete. Molti concetti moderni nel calcolo multiutente sono stati originariamente sviluppati su PLATO, inclusi forum, bacheche di messaggi, test online, e-mail, chat room, linguaggi di immagine, messaggistica istantanea, condivisione dello schermo remoto e videogiochi multiplayer.
PLATO è stato progettato e costruito dall'Università dell'Illinois e ha funzionato per quattro decenni, offrendo corsi (elementari attraverso l'università) a studenti UIUC, scuole locali e altre università. I corsi sono stati tenuti in una vasta gamma di materie, tra cui latino, chimica, educazione, musica e matematica primaria. Il sistema includeva una serie di funzioni utili per la pedagogia, tra cui la grafica sovrapposta al testo, la valutazione contestuale delle risposte a testo libero a seconda dell'inclusione delle parole chiave e il feedback progettato per rispondere a risposte alternative.
I diritti commerciali di PLATO sono stati concessi in licenza da Control Data Corporation (CDC), il produttore sui cui computer mainframe è stato costruito il sistema PLATO IV. Il presidente della CDC William Norris ha cercato di rendere PLATO una forza nel mondo dei computer, ma commercializzare il sistema non è stato facile come sperato. PLATO ha comunque creato un forte seguito in alcuni mercati e l'ultima produzione del sistema PLATO è stata cessata nel 2006, per coincidenza solo un mese dopo la morte di Norris.

## Storia
Prima della legge GI del 1944 che forniva istruzione universitaria gratuita ai veterani della seconda guerra mondiale, l'istruzione superiore era limitata a una minoranza della popolazione americana, sebbene solo il 9% della popolazione fosse nell'esercito. La tendenza verso una maggiore iscrizione fu evidente all'inizio degli anni '50 e il problema di fornire istruzione a molti nuovi studenti fu una seria preoccupazione per gli amministratori universitari. In altre parole, se l'automazione computerizzata aveva aumentato la produzione in fabbrica, si sarebbe potuto fare lo stesso per l'istruzione accademica.
Il lancio del satellite artificiale Sputnik I nel 1957 da parte dell'URSS spinse il governo degli Stati Uniti a investire di più per l'istruzione scientifica e ingegneristica. Nel 1958 l'Ufficio di ricerca scientifica dell'Aeronautica Militare degli Stati Uniti tenne una conferenza sul tema dell'istruzione informatica presso l'Università della Pennsylvania; le parti interessate, in particolare IBM, presentarono degli studi al riguardo.

## Genesi
Intorno al 1959 Chalmers W. Sherwin, un fisico dell'Università dell'Illinois, suggerì un sistema di apprendimento computerizzato a William Everett, il decano del college di ingegneria, che, a sua volta, raccomandò a Daniel Alpert, un altro fisico, di convocare un incontro sulla questione con ingegneri, amministratori, matematici e psicologi. Dopo settimane di incontri non furono in grado di concordare un singolo progetto. Prima di ammettere il fallimento, Alpert menzionò la questione all'assistente di laboratorio Donald Bitzer, che aveva riflettuto sul problema, suggerendo di poter costruire un sistema dimostrativo.
Bitzer, considerato il padre di PLATO, riconobbe che, al fine di fornire un'istruzione informatica di qualità, una buona grafica era fondamentale. Nel 1960 il primo sistema PLATO I operava sul computer locale ILLIAC I. Comprendeva un televisore per la visualizzazione e una tastiera speciale per la navigazione nei menu delle funzioni del sistema; PLATO II, nel 1961, presentava due utenti contemporaneamente.
Il sistema PLATO fu riprogettato tra il 1963 e il 1969; PLATO III permise di progettare nuovi moduli di lezione usando il loro linguaggio di programmazione TUTOR, ideato nel 1967 dallo studente laureato in biologia Paul Tenczar. Costruito su un CDC 1604 fornito loro da William Norris, PLATO III poteva gestire simultaneamente fino a 20 terminali ed era utilizzato dalle strutture locali della Champaign-Urbana che potevano entrare nel sistema con i loro terminali personalizzati. L'unico terminal PLATO III remoto era situato vicino alla capitale dello stato a Springfield presso la Springfield High School. Era collegato al sistema PLATO III tramite una connessione video e una linea dedicata separata per i dati della tastiera.

## Coinvolgimento della NSF
PLATO I, II e III erano stati finanziati da piccole sovvenzioni provenienti da un pool di finanziamento dell'Esercito, della Marina militare e dell'Aeronautica statunitensi, ma quando PLATO III era in funzione, tutti i soggetti coinvolti erano convinti che valesse la pena ridimensionare il progetto. Di conseguenza nel 1967 la National Science Foundation concesse al team finanziamenti costanti, consentendo ad Alpert di istituire il Computer-Based Education Research Laboratory (CERL) all'università.
Nel 1972 fu lanciato PLATO IV. Il terminale PLATO IV è stata una grande innovazione. Comprendeva l'invenzione del display al plasma arancione di Bitzer, che incorporava sia la memoria che la grafica bitmap in un display. Questo display al plasma includeva una veloce capacità di tracciare linee vettoriali e funzionava a 1260 baud, ottenendo 60 linee o 180 caratteri al secondo. Il display era una bitmap 512 × 512, con grafici sia a caratteri che a vettori eseguiti mediante logica cablata. Gli utenti avrebbero potuto fornire i propri personaggi per supportare una grafica bitmap rudimentale. L'aria compressa alimentava un selettore di immagini in microfiche a pistone che consentiva di proiettare immagini colorate sul retro dello schermo sotto il controllo del programma. Il display PLATO IV includeva anche un touch screen a infrarossi a griglia 16 × 16 che consentiva agli studenti di rispondere alle domande toccando un punto qualsiasi dello schermo.

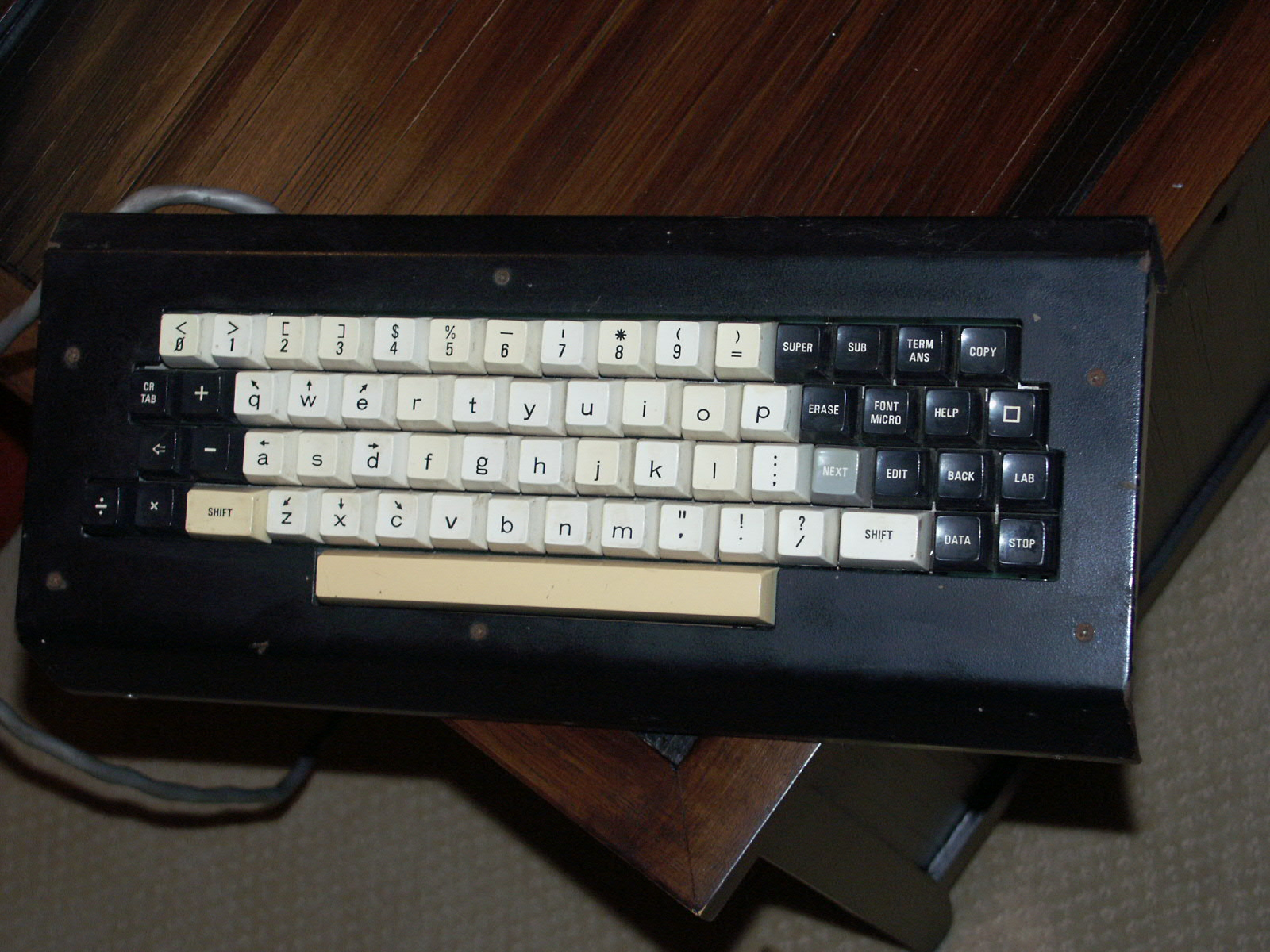
Una tastiera standard per un terminale PLATO IV, 1976 ca.

Era anche possibile collegare il terminale a dispositivi periferici. Una di queste periferiche era il Gooch Synthetic Woodwind (dal nome dell'inventore Sherwin Gooch), un sintetizzatore che offriva una sintesi musicale a quattro voci per fornire il suono nei corsi PLATO. Questo fu successivamente soppiantato sul terminale PLATO V dal sintetizzatore cibernetico Gooch, che aveva sedici voci che potevano essere programmate individualmente o combinate per produrre suoni più complessi. Ciò ha consentito quelle che oggi sono conosciute come esperienze multimediali. Per questi sintetizzatori fu sviluppato un linguaggio musicale compatibile con PLATO noto come OPAL (Octave-Pitch-Accent-Length), nonché un compilatore per il linguaggio, due editor di testi musicali, un sistema di archiviazione per file binari musicali, programmi per riprodurre la musica binari in tempo reale e stampare spartiti musicali e molti aiuti per il debug e la composizione. Inoltre furono scritti numerosi programmi compositivi interattivi. Le periferiche di Gooch furono ampiamente utilizzate per i corsi di educazione musicale creati, ad esempio, dal Progetto PLATO della School of Music dell' Università dell'Illinois.
Dal 1970 al 1994 la School of Music dell'Università dell'Illinois (U of I) sperimentò l'uso del sistema informatico PLATO CERL (Computer-based Education Research Laboratory) per fornire istruzioni online sulla musica. Sotto la guida di G. David Peters, la facoltà di musica e gli studenti lavorarono con le capacità tecniche di PLATO per produrre materiale didattico relativo alla musica.
Nel 1972 il sistema PLATO IV rese tecnicamente possibile introdurre pedagogie multimediali che non furono disponibili sul mercato fino a anni dopo.
Tra il 1974 e il 1988, 25 facoltà di musica dell'Università dell'Illinois parteciparono allo sviluppo del software. Nel 1988 il progetto ampliò la propria attenzione oltre PLATO per soddisfare la crescente disponibilità e l'utilizzo di microcomputer. L'ambito più ampio portò alla ridenominazione del progetto in The Illinois Technology-based Music Project. Il lavoro nella School of Music continuò su altre piattaforme dopo la cessazione del sistema CERL PLATO nel 1994. Nel corso della durata di 24 anni del progetto musicale, i suoi numerosi partecipanti si sono trasferiti in istituti scolastici e nel settore privato. La loro influenza può essere ricondotta a numerose pedagogie multimediali, prodotti e servizi in uso oggi, in particolare da musicisti ed insegnanti di musica.

### Progetto PLATO della School of Music dell' Università dell' Illinois

#### PLATO III
A partire dal 1969 il sistema PLATO III era disponibile nel campus Urbana-Champaign dell'Università dell'Illinois. Il sistema era in grado di supportare 20 terminali di time-sharing.

##### Primi sforzi significativi

###### Riconoscimento del tono / valutazione delle prestazioni
Nel 1969 G. David Peters iniziò a ricercare la fattibilità dell'uso di PLATO per insegnare agli studenti di tromba a suonare con tono maggiore e precisione ritmica. Creò un'interfaccia per il terminale PLATO III. L'hardware consisteva in filtri che potevano determinare il picco reale di un tono e un dispositivo di conteggio per misurare la durata del tono. Il dispositivo accettava e giudicava note rapide, due note trillate e vibrazioni delle labbra. Peters dimostrò che giudicare le prestazioni strumentali per l'intonazione e l'accuratezza ritmica era possibile nell'istruzione assistita da computer.

###### Notazione e percezione del ritmo
A partire dal 1970 era disponibile un dispositivo audio ad accesso casuale da utilizzare con PLATO III.
Nel 1972 Robert W. Placek condusse uno studio che utilizzava istruzioni computerizzate per la percezione del ritmo. Placek utilizzò il dispositivo audio ad accesso casuale collegato a un terminale PLATO III per il quale aveva sviluppato caratteri e grafica per la notazione musicale. Agli studenti fu chiesto di riconoscere gli elementi della notazione ritmica e ascoltare gli schemi ritmici e identificare le loro notazioni. Questa è stata la prima applicazione nota del dispositivo audio ad accesso casuale PLATO alle istruzioni musicali basate su computer.

#### PLATO IV
Nel 1972 il terminale PLATO IV fu introdotto con funzionalità che includevano un display al plasma traslucido dotato di funzionalità touch, grafica e caratteri programmabili, proiezione posteriore di microfiche attraverso il display, un Votrax (sintetizzatore vocale), un sintetizzatore audio a quattro voci e un dispositivo che forniva l'accesso casuale all'audio preregistrato.
Il dispositivo a microfiche ad accesso casuale proiettava le immagini sul retro attraverso il display al plasma PLATO IV che permetteva di sovrapporre i caratteri generati dal terminale alle immagini delle diapositive. Questo dispositivo poteva accedere a una qualsiasi delle 256 immagini in microfiche entro 0,2 secondi.
Il dispositivo audio ad accesso casuale utilizzava un disco magnetico con una capacità di contenere 17 minuti totali di audio preregistrato. Poteva recuperare per riprodurre una qualsiasi delle 4096 clip audio entro 0,4 secondi. Nel 1980 il dispositivo fu prodotto commercialmente da Education and Information Systems con una capacità di poco più di 22 minuti.

### Influenza e impatto
I docenti e gli studenti hanno utilizzato il sistema PLATO per le lezioni di musica presso altre istituzioni educative tra cui l'Università dell'Indiana, la Florida State University e l'Università del Delaware. Molti ex studenti del Progetto PLATO della School of Music della University of Illinois hanno acquisito una prima esperienza pratica nelle tecnologie informatiche e dei media e si sono trasferiti in posizioni influenti sia nel settore dell'istruzione che nel settore privato.
L'obiettivo di questo sistema era fornire strumenti per gli educatori di musica da utilizzare nello sviluppo di materiali didattici, che potevano eventualmente includere esercitazioni di dettato musicale, performance della tastiera classificate automaticamente, formazione dell'orecchio su buste e timbri, esempi interattivi o laboratori di acustica musicale e esercizi di composizione e teoria con feedback immediato. Un'applicazione per l'addestramento dell'orecchio, Ottaviano, divenne una parte richiesta di alcuni corsi di teoria musicale universitaria presso la Florida State University nei primi anni '80.
Un'altra periferica era il sintetizzatore vocale Votrax e un'istruzione "say" (con istruzione "saylang" per scegliere la lingua) fu aggiunta al linguaggio di programmazione Tutor per supportare la sintesi text-to-speech usando Votrax.

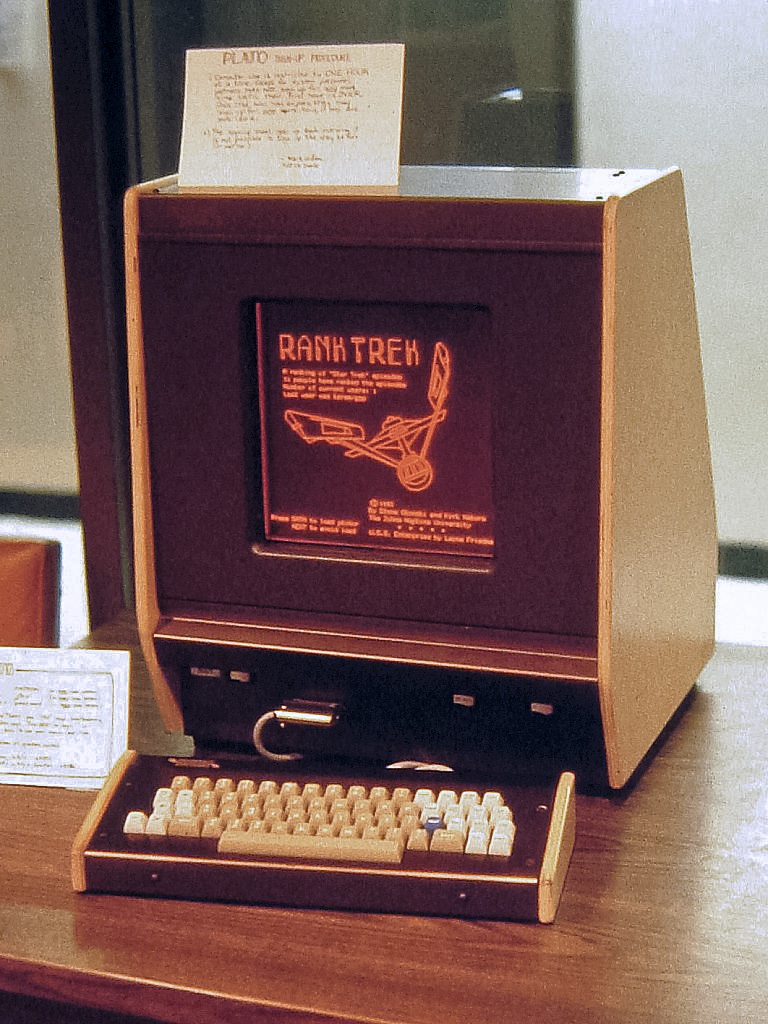
Un terminale PLATO V nel 1981 che mostra l'applicazione RankTrek, uno dei primi a combinare l'elaborazione simultanea basata su microprocessore locale con l'elaborazione remota del mainframe. Si nota il caratteristico bagliore arancione del display al plasma monocromatico. I sensori a infrarossi montati attorno al display sono adibiti all'input touch-screen dell'utente.

Con l'avvento della tecnologia a microprocessore, i nuovi terminali PLATO furono sviluppati per essere meno costosi e più flessibili dei terminali PLATO IV. All'Università dell'Illinois questi furono chiamati terminali PLATO V, anche se non è mai esistito un sistema PLATO V (il sistema continuava ad essere chiamato PLATO IV). I microprocessori Intel 8080 in questi terminali li hanno resi in grado di eseguire programmi localmente e hanno permesso di scaricare piccoli moduli software nel terminale per potenziare la didattica PLATO con una ricca animazione e altre funzionalità sofisticate che non erano disponibili altrimenti utilizzando un approccio tradizionale basato su terminali.
All'inizio del 1972 i ricercatori di Xerox PARC fecero un tour del sistema PLATO presso l'Università dell'Illinois. A quel tempo venivano mostrate parti del sistema, come il generatore di applicazioni Show Display per le immagini su PLATO (successivamente tradotto in un programma di disegno grafico sulla workstation Xerox Star), l'Editor Charset per "dipingere" nuovi personaggi (in seguito tradotto in un programma "Doodle" presso PARC) e nei programmi di comunicazione Term Talk e Monitor Mode. Molte delle nuove tecnologie furono adottate e migliorate quando questi ricercatori tornarono a Palo Alto in California. Successivamente trasferirono versioni migliorate di questa tecnologia ad Apple.
Nel 1975 il sistema PLATO serviva studenti dell'Università dell'Illinois come Richard Powers e quasi 150 altre località da un CDC Cyber 73 donato, inclusi non solo gli utenti del sistema PLATO III, ma un certo numero di scuole di grammatica, scuole superiori, college e università e installazioni militari. PLATO IV offriva testo, grafica e animazione come componenti intrinseche del contenuto del corso e includeva un costrutto a memoria condivisa (variabili "comuni") che consentiva ai programmi TUTOR di inviare dati tra vari utenti. Quest'ultimo costrutto fu utilizzato sia per i programmi di tipo chat, sia per il primo simulatore di volo multiutente.
Con l'introduzione di PLATO IV Bitzer dichiarò il successo generale, sostenendo che l'obiettivo dell'istruzione computerizzata generalizzata fosse disponibile per tutti. Tuttavia, i terminali erano molto costosi (circa $ 12.000), quindi in quanto sistema generalizzato, PLATO avrebbe probabilmente dovuto essere ridimensionato per soli motivi di costo.
All'inizio degli anni '70 alcune persone che lavoravano nel moderno gruppo di lingue straniere dell'Università dell'Illinois iniziarono a lavorare su una serie di lezioni di ebraico, originariamente senza un buon supporto di sistema per la scrittura a sinistra. In preparazione di una demo PLATO a Teheran, Sherwood lavorò con Don Lee per implementare il supporto per la scrittura a sinistra, incluso per il farsi, per il quale il sistema di scrittura si basa su quello arabo. Non vi era alcun finanziamento per questo lavoro, che fu intrapreso solo a causa dell'interesse personale di Sherwood e non si verificò lo sviluppo del curriculum né per il persiano né per l'arabo. Tuttavia, Peter Cole, Robert Lebowitz e Robert Hart usarono le nuove funzionalità del sistema per ripetere le lezioni di ebraico. L'hardware e il software PLATO supportavano la progettazione e l'uso dei propri caratteri 8 per 16, quindi la maggior parte delle lingue poteva essere visualizzata sullo schermo grafico (compresi quelle scritte da destra a sinistra).

## Gli anni della CDC
Quando PLATO IV raggiunse la qualità della produzione, William Norris divenne sempre più interessato ad esso come potenziale prodotto. Il suo interesse era duplice. Da una rigorosa prospettiva aziendale, stava trasformando la CDC in una società basata sui servizi anziché in quella hardware, ed era sempre più convinto che l'istruzione basata sui computer sarebbe diventata un mercato importante in futuro. Allo stesso tempo, Norris fu sconvolto dai disordini della fine degli anni '60, e sentì che gran parte di ciò era dovuto alle disuguaglianze sociali che dovevano essere affrontate. PLATO offrì una soluzione fornendo istruzione superiore a segmenti della popolazione che altrimenti non sarebbero mai stati in grado di permettersi un'istruzione universitaria.
Norris fornì a CERL macchine su cui sviluppare il proprio sistema alla fine degli anni '60. Nel 1971 creò una nuova divisione all'interno di CDC per sviluppare "corsi" PLATO, e alla fine molti dei manuali di formazione iniziale e tecnici di CDC funzionarono su di esso. Nel 1974 PLATO era in esecuzione su macchine interne presso la sede della CDC a Minneapolis e nel 1976 acquistarono i diritti commerciali in cambio di una nuova macchina Cyber CDC.

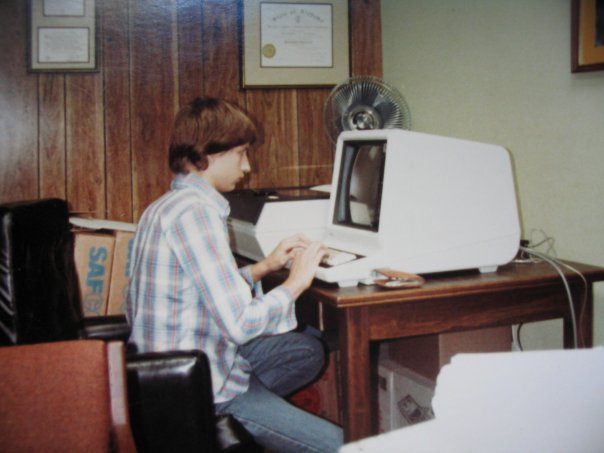
Uso della rete CDC Plato, circa 1979-1980, con un terminale IST-II

La CDC annunciò l'acquisizione subito dopo, sostenendo che entro il 1985, il 50% delle entrate dell'azienda sarebbe stato collegato ai servizi PLATO. Negli anni '70, CDC promosse instancabilmente PLATO, sia come strumento commerciale sia come strumento per la riqualificazione dei lavoratori disoccupati in nuovi campi. Norris si rifiutò di rinunciare al sistema e investì in numerosi corsi non convenzionali, tra cui un sistema di informazione sulle colture per gli agricoltori e vari corsi per i giovani del centro città. La CDC era arrivata persino a collocare terminali PLATO nelle case di alcuni azionisti, per dimostrare il concetto di sistema.
All'inizio degli anni '80 la CDC iniziò a pubblicizzare pesantemente il servizio, apparentemente a causa del crescente dissenso interno sull'ormai attuale progetto da $ 600 milioni, eliminando la pubblicità cartacea e persino radiofonica promuovendolo come strumento generale. Il Minneapolis Tribune non ne era convinto e avviò un'indagine sui reclami. Alla fine conclusero che, sebbene non sia stato dimostrato che fosse un sistema educativo migliore, almeno tutti gli utenti lo avevano apprezzato. Una valutazione ufficiale da parte di un'agenzia di test esterna ebbe approssimativamente le stesse conclusioni, suggerendo che a tutti piaceva usarlo, ma era sostanzialmente uguale a un insegnante umano medio in termini di avanzamento degli studenti.
Naturalmente, un sistema computerizzato uguale a un essere umano avrebbe dovuto essere un risultato importante, il concetto stesso a cui puntavano i primi pionieri della CBT. Tuttavia, CDC addebitò $ 50 l'ora per l'accesso al loro data center, al fine di recuperare alcuni dei loro costi di sviluppo, rendendolo notevolmente più costoso di un essere umano per studente. PLATO fu quindi un fallimento in tutti i sensi, anche se trovò un certo vantaggio in grandi aziende e agenzie governative disposte a investire nella tecnologia.
Un tentativo di commercializzare in massa il sistema PLATO fu introdotto nel 1980 come Micro-PLATO, che utilizzava il sistema TUTOR di base su un terminale CDC "Viking-721" e vari computer domestici. Furono realizzate versioni per la Texas Instruments TI-99 / 4A, la famiglia degli Atari a 8 bit, Zenith Z-100 e, successivamente, Radio Shack TRS-80 e IBM Personal Computer. Micro-PLATO poteva essere utilizzato autonomamente per corsi normali o poteva connettersi a un data center CDC per programmi multiutente. Per rendere quest'ultimo accessibile, CDC introdusse il servizio Homelink per $ 5 l'ora.
Norris continuò a elogiare PLATO, annunciando che ci sarebbero voluti solo pochi anni prima che rappresentasse una fonte di reddito importante per CDC nel 1984. Nel 1986 Norris si dimise dal CdA e il servizio PLATO fu lentamente interrotto. In seguito affermò che Micro-PLATO è stato uno dei motivi per cui PLATO cessò di esistere. Avevano iniziato con la TI-99 / 4A, ma poi Texas Instruments si trasferì su altri sistemi come l'Atari. Riteneva comunque che fosse una perdita di tempo, poiché il valore del sistema era nella sua natura online, che inizialmente a Micro-PLATO mancava.
Bitzer fu più esplicito sul fallimento di CDC, incolpando la loro cultura aziendale per i problemi. Fece notare che lo sviluppo del sistema era in media $ 300.000 all'ora di consegna, molto di più di ciò che il CERL stava pagando per prodotti simili. Ciò significava che CDC doveva addebitare prezzi elevati per recuperare i costi, prezzi che rendevano il sistema poco attraente. Il motivo, suggerì, per questi prezzi elevati era che CDC aveva creato una divisione che doveva mantenersi redditizia attraverso lo sviluppo di corsi, costringendoli ad aumentare i prezzi per mantenere il loro personale durante i periodi poco proficui.

## Comunità online
Sebbene PLATO fosse stato progettato per la didattica informatica, forse il suo retaggio più duraturo è il suo posto nelle origini della comunità online. Ciò è stato reso possibile dalle innovative capacità di comunicazione e interfaccia di PLATO, caratteristiche il cui significato è stato recentemente riconosciuto dagli storici dei computer. PLATO Notes, creato da David R. Woolley nel 1973, fu tra le prime bacheche di messaggi online al mondo e anni dopo divenne il progenitore diretto di Lotus Notes. Nel 1976, PLATO aveva creato una varietà di nuovi strumenti per la comunicazione online, tra cui Note personali ( e-mail ), Talkomatic (chat room), Term-Talk ( messaggistica istantanea ), modalità monitor (condivisione schermo remoto) ed emoticon.
I pannelli al plasma di PLATO erano adatti ai giochi, sebbene la larghezza di banda I / O (180 caratteri al secondo o 60 linee grafiche al secondo) fosse relativamente lenta. In virtù di 1500 variabili condivise a 60 bit per gioco, era possibile implementare giochi online. Poiché era un sistema informatico educativo, la maggior parte della comunità di utenti era fortemente interessata ai giochi.
Nello stesso modo in cui l'hardware e la piattaforma di sviluppo PLATO hanno ispirato progressi altrove (come Xerox PARC e MIT), molti giochi commerciali popolari hanno in definitiva tratto la loro ispirazione dai primi giochi di PLATO. Ad esempio, Castle Wolfenstein è stato ispirato dai giochi di prigione di PLATO, a sua volta ispirando Doom e Quake. Migliaia di giochi multiplayer online sono stati sviluppati su PLATO dal 1970 agli anni '80, con i seguenti esempi notevoli:
- Daleske's Empire (un gioco spaziale multiplayer con vista dall'alto basato su Star Trek. Maze War è stato il primo gioco d'azione multiplayer in rete. È stato portato su Trek82, Trek83, ROBOTREK, Xtrek e Netrek, e anche adattato (senza permesso) per il computer Apple II dallo studente Robert Woodhead, come un gioco chiamato Galactic Attack.
- L'originale Freecell di Alfille (dal concetto di Baker).
- Airfight di Fortner, probabilmente l'ispirazione diretta per Microsoft Flight Simulator di Bruce Artwick.[10]
- Panther di Haefeli e Bridwell (un gioco tankwar basato sulla grafica vettoriale, che anticipa BattleZone di Atari).
- Molti altri tiratori in prima persona, in particolare Spasim e Futurewar.
- Innumerevoli giochi ispirati al gioco di ruolo Dungeons & Dragons, tra cui l'originale di Rutherford e Whisenhunt e dnd (successivamente portato su PDP-10/11 da Lawrence, che in precedenza aveva visitato PLATO). Si ritiene che dnd sia il primo gioco di ricerca per indicizzazione dungeon ed è stato seguito da: Moria, Rogue, Dry Gulch (una variante in stile occidentale) e Bugs-n-Drugs (una variante medica), tutti i MUD presagenti (domini multiutente) e MOO (MUD, Object Oriented), nonché sparatutto in prima persona famosi come Doom, Quake e MMORPG (gioco di ruolo online multiplayer di massa) come EverQuest e World of Warcraft. Avatar, il gioco più popolare di PLATO, è uno dei primi MUD al mondo e ha oltre 1 milione di ore di utilizzo.

Gli strumenti e i giochi di comunicazione di PLATO hanno costituito la base per una comunità online di migliaia di utenti PLATO che è durata per oltre venti anni. I giochi di PLATO sono diventati così popolari che un programma chiamato "The Enforcer" è stato scritto per essere eseguito come processo in background per regolare o disabilitare il gioco nella maggior parte dei siti e dei tempi - un precursore dei sistemi di controllo in stile parentale che regolano l'accesso in base al contenuto piuttosto che alle considerazioni di sicurezza.
Nel settembre 2006 la Federal Aviation Administration ha ritirato il suo sistema PLATO, l'ultimo sistema che utilizzava il sistema software PLATO su un mainframe Cyber CDC, dal servizio attivo. I sistemi simili a PLATO esistenti ora includono NovaNET e Cyber1.org.
All'inizio del 1976 il sistema originale PLATO IV aveva 950 terminali che davano accesso a oltre 3500 ore di contatto per i corsi, e altri sistemi erano operativi presso la CDC e la Florida State University. Alla fine furono sviluppate oltre 12.000 ore di contatto di corsi, in gran parte sviluppate dalla facoltà universitaria per l'istruzione superiore. I corsi PLATO coprono una gamma completa di corsi di liceo e college, nonché argomenti come abilità di lettura, pianificazione familiare, formazione Lamaze e budget a casa. Inoltre gli autori della School of Basic Medical Sciences all'Università dell' Illinois hanno ideato un gran numero di lezioni di scienze di base e un sistema di autotest per gli studenti del primo anno. Tuttavia, i "courseware" più popolari sono rimasti i loro giochi multiutente e videogiochi di ruolo come dnd, anche se sembra che CDC non fosse interessato a questo mercato.

## Sforzi successivi e altre versioni
Uno dei più grandi successi del CDC commerciali con PLATO fu un sistema di testing on-line sviluppato per la National Association of Securities Dealers (ora il Financial Industry Regulatory Authority), un regolatore del settore privato dei mercati immobiliari degli Stati Uniti. Durante gli anni '70 Michael Stein, E. Clarke Porter e il veterano di PLATO Jim Ghesquiere, in collaborazione con il dirigente del NASD Frank McAuliffe, svilupparono il primo servizio di test commerciale denominato "on-demand". Il settore dei test cresceva lentamente e alla fine fu abbandonato da CDC nel 1990. Applicando molti dei concetti PLATO utilizzati alla fine degli anni '70, E. Clarke Porter guidò il business dei test Drake Training and Technologies (oggi Thomson Prometric) in collaborazione con Novell dal modello mainframe a un'architettura server client basata su LAN e cambiò il modello di business per implementare test presso migliaia di organizzazioni di formazione indipendenti su scala globale. Con l'avvento di una rete globale pervasiva di centri di test e programmi di certificazione IT sponsorizzati, tra gli altri, da Novell e Microsoft, il business dei test online esplose. Pearson VUE fu fondata dal veterano PLATO E. Clarke Porter, Steve Nordberg e Kirk Lundeen nel 1994 per espandere ulteriormente l'infrastruttura di test globale. VUE migliorò il modello di business essendo una delle prime società commerciali a fare affidamento su Internet come servizio aziendale critico e sviluppando la registrazione di test self-service. Il settore dei test basati su computer ha continuato a crescere, aggiungendo licenze professionali e test educativi come importanti segmenti di business.
Diverse piccole società collegate ai test si sono evolute anche dal sistema PLATO. Uno dei pochi sopravvissuti di quel gruppo è The Examiner Corporation. Il dott. Stanley Trollip e Gary Brown hanno sviluppato il prototipo di The Examiner System nel 1984.
All'inizio degli anni '70 James Schuyler sviluppò un sistema presso la Northwestern University chiamato HYPERTUTOR come parte del sistema di istruzione assistita da computer MULTI-TUTOR della Northwestern. Questo funzionava su diversi mainframe CDC in vari siti.
Tra il 1973 e il 1980 un gruppo guidato da Thomas T. Chen presso il Medical Computing Laboratory della School of Basic Medical Sciences dell'Università dell'Illinois a Urbana Champaign portò il linguaggio di programmazione TUTOR di PLATO al minicomputer MODCOMP IV. Questo è stato la prima porta di TUTOR per un minicomputer ed era in gran parte operativo dal 1976. Nel 1980, Chen fondò la Global Information Systems Technology di Champaign, per commercializzarlo come sistema più semplice. GIST alla fine si fuse con il gruppo governativo di Adayana Inc. Vincent Wu continuò a sviluppare la cartuccia Atari PLATO.
Nel 1989 CDC vendette il marchio "PLATO" e alcuni diritti sul segmento marketing per i corsi alla nuova organizzazione The Roach Organization (TRO). Nel 2000 TRO ha cambiato il suo nome in PLATO Learning e continua a vendere e fornire assistenza ai corsi PLATO in esecuzione su PC. Alla fine del 2012, PLATO Learning ha lanciato sul mercato le sue soluzioni di apprendimento online con il nome Edmentum.
CDC continuò lo sviluppo del sistema di base con il nome CYBIS (CYber-Based Instructional System) dopo aver venduto i marchi a Roach, al fine di servire i propri clienti commerciali e governativi. Successivamente la CDC vendette la propria attività CYBIS alla University Online, che era discendente dell'IMSATT. La University Online è stata successivamente ribattezzata VCampus.
L'Università dell'Illinois ha inoltre continuato lo sviluppo di PLATO, creando infine un servizio commerciale online chiamato NovaNET in collaborazione con University Communications. Il CERL è stato chiuso nel 1994, con il mantenimento del codice PLATO passato all'UCI. L'UCI è stato successivamente ribattezzato NovaNET Learning, acquistato da National Computer Systems (NCS). Poco dopo, NCS è stato acquistato da Pearson e dopo diversi cambi di nome ora funziona come Pearson Digital Learning.

## Cyber1
Nell'agosto 2004, una versione di PLATO corrispondente alla versione finale da CDC è stata pubblicata online. Questa versione di PLATO funziona con un'emulazione software gratuita e open source dell'hardware CDC originale chiamato Desktop Cyber. In sei mesi, solo con il passaparola, oltre 500 ex utenti si erano registrati per utilizzare il sistema. Molti degli studenti che hanno utilizzato PLATO negli anni '70 e '80 hanno avvertito un legame sociale speciale con la comunità di utenti che si sono riuniti utilizzando i potenti strumenti di comunicazione (programmi di conversazione, sistemi di registrazione e file di appunti) su PLATO.
Il software PLATO utilizzato su Cyber1 è la versione finale (99A) di CYBIS, previa autorizzazione di VCampus. Il sistema operativo sottostante è NOS 2.8.7, la versione finale del sistema operativo NOS, per concessione di Syntegra (ora British Telecom), che aveva acquisito il resto del business del mainframe di CDC. Cyber1 esegue questo software sull'emulatore Desktop Cyber. Desktop Cyber emula accuratamente nel software una gamma di modelli di mainframe CDC Cyber e molte periferiche.
Cyber1 offre libero accesso al sistema, che contiene oltre 16.000 lezioni originali, nel tentativo di preservare le comunità PLATO originali cresciute in CERL e sui sistemi CDC negli anni '80. La media di caricamento di questo sistema è di circa 10-15 utenti, che invia note personali e di file di appunti e gioca a giochi inter-terminali come Avatar e Empire (un gioco simile a Star Trek ), che avevano entrambi accumulato più di 1 milione di ore di contatto sul sistema PLATO originale presso l'UIUC.

## Innovazione
PLATO fu il primo o un precedente esempio di molte tecnologie ormai comuni:
- La sofisticata arte ASCII, in particolare con sovrastampa per emoticon, c. 1973.[21]
- Pad, il primo di questo tipo, e pochi mesi dopo, i file Notes definiti dal sistema.
- Talkomatic, 1973, chat online.